# David Baltimore
Profesor David Baltimore (* 7. března 1938, New York) je americký biochemik, molekulární biolog a virolog židovského původu, průkopník genetického inženýrství, který významně přispěl k výzkumu rakoviny, AIDS a molekulární podstaty imunitní reakce lidského těla. V roce 1975 získal spolu s Renatem Dulbeccem a Howardem Martinem Teminem Nobelovu cenu za fyziologii a lékařství za objevy týkající se interakce mezi nádorovými viry a genetickým materiálem buňky. Všichni tři vědci přispěli k poznání, že rakovina je způsobena genetickou změnou normálních buněk. Baltimore a Temin navázali na Dulbeccův objev, že RNA viry mohou měnit DNA infikovaného hostitele, a nezávisle na sobě objevili enzym reverzní transkriptázu, který přepisuje RNA na DNA a přispěl k pochopení úlohy virů při vzniku rakoviny. Objev reverzní transkriptázy je jedním z nejdůležitějších objevů moderní medicíny, protože vedl k objevu retrovirů a urychlil vývoj léčby AIDS a vakcín proti rakovině. Reverzní transkriptáza je také součástí některých důležitých technik molekulární biologie a diagnostické medicíny, jako je polymerázová řetězová reakce (PCR).
Baltimore se už na střední škole zajímal o biologii. V roce 1960 získal bakalářský titul z chemie na Swarthmore College v Pensylvánii a dále studoval veterinární virologii na Rockefellerově institutu (nyní Rockefellerova univerzita) v New Yorku, kde v roce 1964 získal doktorát. V letech 1965–68 pracoval s Dulbeccem v Salkově institutu v La Jolla v Kalifornii, kde studoval mechanismus replikace polioviru. V roce 1968 se Baltimore stal mimořádným a v roce 1972 řádným profesorem mikrobiologie na Massachusetts Institute of Technology (MIT). Od roku 1982 do roku 1990, kdy byl jmenován prezidentem Rockefellerovy univerzity, působil jako zakládající ředitel Whiteheadova institutu biomedicínského výzkumu (WIBR) a v roce 1994 se vrátil na MIT. V letech 1997–2006 byl prezidentem Kalifornského technologického institutu (Caltech) a roku 2006 byl zvolen na tři roky prezidentem Americké asociace pro rozvoj vědy (AAAS).

## Mládí a studia
David Baltimore se narodil 7. března 1938 v New Yorku. Jeho matka vystudovala experimentální psychologii a otec pracoval v oděvním průmyslu. David se pro kariéru biologického výzkumníka rozhodl během letních prázdnin na střední škole, které trávil v Jacksonově laboratoři v Bar Harboru ve státě Maine a kde se také seznámil s Teminem. Poté, co v roce 1960 získal bakalářský titul z chemie na Swarthmore College, studoval rok biofyziku na MIT a poté přešel na Rockefellerův institut, kde studoval veterinární virologii. V roce 1964 získal na Rockefellerově institutu doktorát a zůstal zde pracovat jako postdoktorand.

## Profesní život

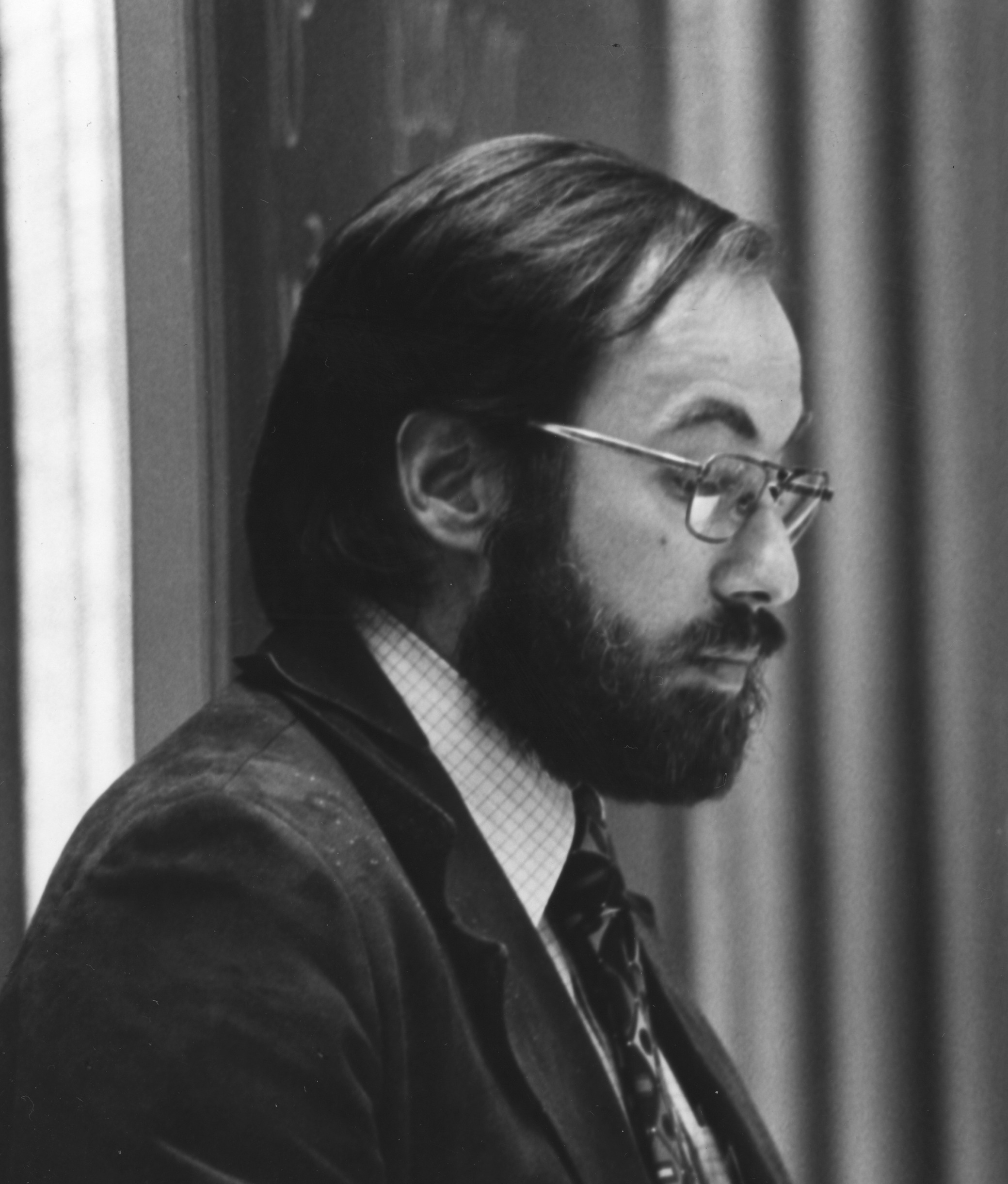
David Baltimore v 70. letech 20. století

V roce 1965 přijal místo výzkumného pracovníka v Salkově ústavu biologických studií v La Jolla v Kalifornii, kde začal spolupracovat s Dulbeccem. V roce 1968 se Baltimore stal mimořádným  a v roce 1972 řádným profesorem mikrobiologie na MIT. Od roku 1982 do roku 1990 působil jako zakládající ředitel Whiteheadova institutu biomedicínského výzkumu v Cambridge ve státě Massachusetts, nezávislého výzkumného centra přidruženého k MIT.
V letech 1990–1991 byl prezidentem Rockefellerovy univerzity. V roce 1989 se významně angažoval ve veřejném sporu o vědecký článek publikovaný v časopise Cell v roce 1986, jehož byl spoluautorem ještě za svého působení na MIT. Spoluautorka článku, Thereza Imanishi-Kari, byla obviněna z falšování údajů uveřejněných v článku. Baltimore, kterého se obvinění netýkalo, se postavil na její stranu. Kvůli svému zapojení do případu byl nicméně požádán, aby odstoupil z funkce prezidenta Rockefellerovy univerzity a v roce 1994 se vrátil na MIT. V roce 1996 americká vládní komise obvinění Imanishi-Kari z vědeckého pochybení vyvrátila.
V letech 1996–2002 působil jako předseda poradního výboru Národního ústavu zdraví pro vakcíny proti AIDS. V roce 1997 byl jmenován prezidentem Caltechu a tuto funkci zastával až do roku 2006, kdy byl zvolen na tříleté období prezidentem Americké asociace pro rozvoj vědy (AAAS).

## Vědecká kariéra
David Baltimore zásadně přispěl k virologii, imunologii, výzkumu rakoviny, biotechnologiím a výzkumu rekombinantní DNA. Od počátku se  zajímal o základní výzkumné přístupy, často hledal biochemické aspekty infekčních a reaktivních procesů.
Jako výzkumný pracovník v Salkově ústavu pokračoval ve studiu replikace RNA u viru dětské obrny. V roce 1968 přijal pozdější laureát Nobelovy ceny Salvador Luria Baltimora na MIT, kam nastoupil spolu s postdoktorandkou Alicí Huang, která se v Salkově institutu zabývala výzkumem viru vezikulární stomatitidy (VSV). Společně prokázali, že virus VSV, který patří mezi RNA viry, se rozmnožuje pomocí neobvyklého enzymu (RNA-dependentní RNA polymerázy), jež kopíruje RNA bez účasti DNA. Baltimore poté zaměřil svou pozornost na dva RNA nádorové viry, Rauscherův virus myší leukemie a virus Rousova sarkomu, aby zjistil, zda při jejich replikaci funguje podobný enzym. Díky těmto pokusům objevil reverzní transkriptázu. Nezávisle na něm došel ke stejnému objevu také Temin a tento objev vedl v roce 1975 k ocenění obou vědců Nobelovou cenou, kterou získali společně se svým mentorem z Caltechu Renatem Dulbeccem.
Izolace reverzních transkriptáz se v současnosti používá také v technologii rekombinantní DNA a k použití techniky polymerázové řetězové reakce, což umožňuje rychlé klonování milionů kopií provirové DNA pro výzkum. Na počátku 80. let 20. století se reverzní transkriptáza podílela na identifikaci viru HIV jako příčiny AIDS a reverzní transkriptázy se následně staly úspěšným terapeutickým cílem u této nemoci, což vedlo k vytvoření několika léků na potlačení HIV.
Baltimore vytvořil v roce 1971 Baltimorovu klasifikaci virů, která rozděluje viry do sedmi skupin podle typu genomu (RNA/DNA, jednořetězcové/dvouřetězcové) a způsobu replikace. Vzhledem k tomu, že viry stejné kategorie mají mnoho společných rysů chování, poskytuje tento systém vědcům výchozí bod pro studium jednotlivých virů.
V polovině 70. let 20. století se Baltimore přeorientoval z virologie na molekulární imunologii a technologii DNA a aktivně se zapojil do organizace diskusí o etice vědeckého výzkumu. Roku 1975 pomohl  zorganizovat v Asilomaru v Kalifornii konferenci o rekombinantní DNA, kde se diskutovalo o možných biologických rizicích a regulaci biotechnologií.
V roce 1986 Baltomorova laboratoř objevila transkripční faktor NK-κΒ, který patří mezi široce exprimované regulátory transkripce. Nesprávná exprese NF-κB souvisí s mnoha onemocněními, včetně rakoviny. Za nejvýznamnější přínos své laboratoře v oblasti imunologie považuje Baltimore objev genů aktivujících rekombinaci (RAG). Enzymy kódované těmito geny (RAG-1 a -2) jsou zodpovědné za zahájení rekombinace genů imunoglobulinů a receptorů T buněk. Jedná se o klíčový mechanismus, jakým se imunitní systém stává specifický pro určitou molekulu. V oblasti syntetických vakcín se Baltimorovi podařilo prokázat, že syntetický peptid vyvolává u potkanů tvorbu účinných protilátek proti dětské obrně. Značnou pozornost věnoval konstrukci virového vektoru, který by mohl být použit při terapii a vývoji vakcíny proti HIV.

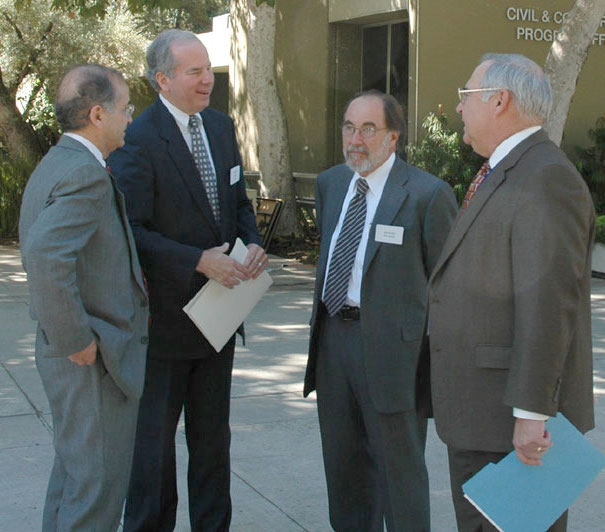
David Baltimore (druhý zprava) v roce 2006

Na počátku 90. let 20. století spolupracoval WIBR s Národním institutem zdraví v Bethesdě ve státě Maryland na projektu lidského genomu, jehož cílem bylo zmapovat celý lidský genom. Baltimore pomáhal s tímto projektem a zároveň podporoval obě laboratoře ve WIBR i MIT. Vědci  pod jeho vedením zjistili, že zmutovaný protein BCR-ABL může sám způsobit nekontrolovaný růst buněk v kostní dřeni, což vede ke vzniku leukemiie. Objev bílkoviny BCR-ABL vedl k vývoji léku proti různým typům leukemie, který se nazývá imatinib.
Do ukončení činnosti v roce 2019 se Baltimorova laboratoř na Caltechu zaměřovala na fyziologické a patologické funkce mikroRNA a kontrolu zánětlivých a imunitních reakcí, konkrétně na splicingovou kontrolu genové exprese po zánětlivých podnětech. Baltimore sehrál důležitou roli v rozvoji amerických biotechnologií, včetně založení společností Calimmune a Immune Design. Nadále působí ve správní radě a vědeckých poradních orgánech několika společností a neziskových institucí a je veřejným obhájcem vědy a techniky.

## Ocenění
V roce 1999 mu byla udělena Národní medaile za vědu a v roce 2000 cena Nadace Warrena Alperta. Je členem Národní akademie věd Spojených států amerických, Americké akademie umění a věd, Papežské akademie věd, Královské společnosti v Londýně a Francouzské akademie věd.

### Nobelova cena
Baltimore, Temin a jejich mentor na Caltechu Renato Dulbecco obdrželi v roce 1975 Nobelovu cenu za fyziologii a lékařství za objevy týkající se interakce mezi nádorovými viry a genetickým materiálem buňky. Baltimorovi bylo v té době 37 let.
Dulbeccův výzkum položil základy pro pochopení role DNA onkogenních virů při tranformaci buňky. Baltimore i Temin, kteří dříve pracovali v Dulbeccově laboratoři, navázali na jeho objev, že RNA viry mohou měnit DNA infikovaného hostitele. Nezávisle na sobě objevili enzym reverzní transkriptázu, který přepisuje RNA na DNA. Nově vytvořená virová DNA se pak integruje do infikované hostitelské buňky a může ji přeměnit v buňku nádorovou. Enzym objevený Baltimorem byl z viru myší leukemie, zatímco Teminův pocházel z kuřecího retroviru. Své výsledky publikovali ve stejném čísle časopisu Nature v roce 1970. Tento objev znamenal, že obecně přijímané pravidlo, že genetická informace se přenáší pouze jedním směrem z DNA do RNA a následně do proteinu, muselo být změněno. Brzy se zjistilo, že reverzní transkriptázu obsahuje celá skupina virů nazvaných retroviry podle obráceného přenosu genetické informace, do které patří například virus HIV způsobující AIDS.

## Osobní život
V roce 1968 se oženil s kolegyní z MIT Alicí Huang. Pracovali spolu už v Salkově institutu. Mají spolu dceru Lauren Rachel. Baltimore je vášnivým rybářem muškařem.